# Georges Charpak
Georges Charpak (Dabrowica, 1º agosto 1924 – Parigi, 29 settembre 2010) è stato un fisico polacco naturalizzato francese nel 1946.

## Biografia
I genitori furono Maurice Charpak e Anna Szapiro, entrambi polacchi di origine ebraica. Nel 1931 la famiglia si trasferì a Parigi. 
Charpak fece parte della resistenza antinazista; catturato, venne internato nel campo di concentramento di Dachau.
Dopo la guerra si laureò a Parigi in ingegneria mineraria nel 1948, specializzandosi poi in fisica nucleare sperimentale nel 1954.
Viene ricordato soprattutto per i suoi contributi ai rivelatori di particelle negli acceleratori, grazie alla sua camera proporzionale a multifili, un sistema semplice ed economico di rivelazione introdotto nel 1968.
Dal 1959 al 1991 lavorò al CERN di Ginevra. Dal 1984 fu inoltre titolare della cattedra Frédéric Joliot-Curie dell'École supérieure de physique et de chimie industrielles de la ville de Paris.
Per i suoi contributi ai rilevatori di particelle è stato insignito del premio Nobel per la fisica nel 1992.
Nel 1989 fondò la società Biospace med, specializzata in imaging biomedico.